# Kontrarevoluce
Kontrarevoluce je regresivní společenský proces, který vystupuje proti revoluci. Projevuje se snahou o nastolení předrevolučního stavu věcí. Jde o reakci svržených, resp. svrhovaných mocenských elit, směřujících k restauraci původního mocenského stavu nebo k udržení stávajícího stavu.

## Příklady
Označení kontrarevoluce a kontrarevolucionáři se používalo již za Velké francouzské revoluce pro její odpůrce, zejména royalisty (oni sami se tak ovšem nenazývali).
Jako kontrarevolucionáři byli také klasifikování bělogvardějci po bolševické revoluci v Rusku v roce 1917.
V praxi komunistických režimů byly kontrarevolucemi označovány také pokusy o demokratizaci či obnovu demokratického politického režimu projevující se výbuchy násilí (např. Maďarské povstání v roce 1956 nebo Plzeňské povstání[zdroj?]) anebo pokojného rázu projevující se pozvolnými politickými kroky (např. pražské jaro 1968 – v dokumentu Poučení z krizového vývoje).